# Крейг (гидроаэропорт)
Гидроаэропорт Крейг (англ. Craig Seaplane Base), (ИАТА: CGA, FAA LID: CGA) — государственный гидроаэропорт, расположенный в городе Крейг (Аляска), США.
По данным статистики Федерального управления гражданской авиации США услугами Гидроаэропорта Крейг в 2007 году воспользовалось 6300 пассажиров, что на 150 % больше аналогичного показателя за 2006 год (2517 человек).

## Операционная деятельность
Гидроаэропорт Крейг расположен на высоте уровня моря и эксплуатирует одну взлётно-посадочную полосу, предназначенную для приёма гидросамолётов:
- N/S размерами 3048 х 610 метров[1].

За период с 31 декабря 2006 года по 31 декабря 2007 года Гидроаэропорт Крейг обработал 2 254 операций взлётов и посадок самолётов (187 операций ежемесячно). Из них 78 % пришлось на аэротакси и 22 % рейсов — на авиацию общего назначения.